# Pepe Beúnza
José Luis Beúnza Vázquez, conocido como Pepe Beúnza (Beas de Segura, Jaén, 1947), fue el primer objetor de conciencia español por motivos políticos al servicio militar obligatorio. Anteriormente, por motivos religiosos, centenares de Testigos de Jehová habían sido objetores de conciencia, sobre todo en los años 1960. Por ello, se distingue la motivación política de la insumisión de Pepe Beúnza, quien, por consiguiente fue pionero del Movimiento Insumiso en España y promovió junto con Gonzálo Arias el «Voluntariado para el Desarrollo»

## Biografía
Nieto del abogado y político carlista navarro Joaquín Beunza (que sería asesinado por milicianos republicanos en Fuenterrabía en las primeras semanas de la guerra civil española) e hijo de un notario de la misma significación política, nació en Beas de Segura (Jaén) pero durante su infancia vivió en Tolosa, Reus y Valencia debido a los sucesivos destinos de su padre. En la Universidad de Valencia estudió ingeniería técnica agrícola y participó en el movimiento antifranquista. Durante su etapa de estudiante viajó en autoestop por Europa y conoció la Comunidad del Arca, donde entró en contacto con Lanza del Vasto. Así se introdujo al antimilitarismo y la desobediencia civil. 
En enero de 1971, se presentó al cuartel y se negó a incorporarse a filas, motivo por el cual fue encarcelado. El 23 de abril, en un consejo de guerra, fue juzgado por desobediencia y condenado a quince meses de prisión, que cumplió en la prisión de políticos de Jaén. Acabada la condena, recibió la orden de volver al cuartel pero en vez de hacerlo, organizó un servicio civil en el barrio de Orriols, en Valencia. Entonces, fue juzgado y condenado en un nuevo consejo de guerra por deserción. Cumplió condena en un batallón disciplinario de la legión en el Sáhara.
Posteriormente, trabajó de jornalero y Okupa en "Els Gallecs" (Barcelona), durante 18 años como profesor en la Granja escuela de la Torre Marimon en Caldes de Montbui y como técnico en el Parque del Montnegre y el Corredor. 
En 2012 Pepe Beúnza recibió el Premio del Institut Catalá Internacional per la Pau de Constructores de Paz en nombre del colectivo de objetores de conciencia e insumisos del servicio militar obligatorio español.